# Droga wojewódzka nr 424
Droga wojewódzka nr 424 (DW424) – droga wojewódzka o długości 5,2 km, leżąca na obszarze województwa opolskiego, powiatu krapkowickiego. 

## Miejscowości leżące przy trasie DW424
- Odrowąż
- Gogolin